# San Bartolomeo all'Isola (titolo cardinalizio)
San Bartolomeo all'Isola (in latino: Titulus Sancti Bartholomæi in Insula) è un titolo cardinalizio istituito da papa Leone X il 6 luglio 1517, anticamente conosciuto come San Bartolomeo inter duos pontes, dato che la chiesa sulla quale insiste il titolo si trova sull'Isola Tiberina, per l'appunto tra due ponti. Il titolo insiste sulla basilica di San Bartolomeo all'Isola che, in origine, era dedicata a sant'Adalberto, ma quando vi furono traslate le reliquie di san Bartolomeo, il nome fu cambiato in quello attuale.
Dal 19 novembre 2016 il titolare è il cardinale Blase Joseph Cupich, arcivescovo metropolita di Chicago.

## Titolari
Si omettono i periodi di titolo vacante non superiori ai 2 anni o non storicamente accertati.
- Egidio da Viterbo, O.E.S.A. (6 luglio 1517 - 10 luglio 1517 nominato cardinale presbitero di San Matteo in Merulana)
- Domenico Giacobazzi (o Giacobacci, o Jacobatii) (10 luglio 1517 - 20 agosto 1519 nominato cardinale presbitero di San Clemente)
  - Titolo vacante (1519 - 1533)
- Jean Le Veneur (10 novembre 1533 - 8 agosto 1543 deceduto)
  - Titolo vacante (1543 - 1547)
- Jacques d'Annebaut (16 novembre 1547 - 22 marzo 1548 nominato cardinale presbitero di Santa Susanna)
  - Titolo vacante (1548 - 1551)
- Bartolomé de la Cueva de Albuquerque (4 dicembre 1551 - 29 maggio 1555 nominato cardinale presbitero di Santa Croce in Gerusalemme)
- Fulvio Giulio della Corgna, Ordine di San Giovanni di Gerusalemme (29 maggio 1555 - 18 maggio 1562 nominato cardinale presbitero di Santo Stefano al Monte Celio)
- Antoine Perrenot de Granvelle (6 luglio 1562 - 14 maggio 1568 nominato cardinale presbitero di Santa Prisca)
- Diego Espinosa Arévalo (14 maggio 1568 - 20 agosto 1568 nominato cardinale presbitero di Santo Stefano al Monte Celio)
- Giulio Antonio Santorio (9 giugno 1570 - 20 febbraio 1595 nominato cardinale presbitero di Santa Maria in Trastevere)
- Francesco Maria Tarugi, C.O. (2 dicembre 1596 - 17 giugno 1602 nominato cardinale presbitero di Santa Maria sopra Minerva)
- Filippo Spinelli (2 agosto 1604 - 25 maggio 1616 deceduto)
- Michelangelo Tonti (10 dicembre 1608 - 13 ottobre 1621 nominato cardinale presbitero di San Pietro in Vincoli)
- Gabriel Trejo y Paniagua (29 novembre 1621 - 2 febbraio 1630 deceduto)
- Agostino Spinola (24 marzo 1631 - 12 febbraio 1649 deceduto)
  - Titolo vacante (1649 - 1654)
- Ottavio Acquaviva d'Aragona, Jr. (23 marzo 1654 - 18 marzo 1658 nominato cardinale presbitero di Santa Cecilia)
- Francesco Nerli seniore (19 maggio 1670 - 6 novembre 1670 deceduto)
- Johann Eberhard Nidhard (o Nidhardus, o Neidarth, o Neidhardt, o Nidhard, o Neithardt, o Neidthardt), S.I. (8 agosto 1672 - 25 settembre 1679 nominato cardinale presbitero di Santa Croce in Gerusalemme)
  - Titolo vacante (1679 - 1696)
- Giovanni Giacomo Cavallerini (21 maggio 1696 - 18 febbraio 1699 deceduto)
- Niccolò Radulovich (3 febbraio 1700 - 27 ottobre 1702 deceduto)
  - Titolo vacante (1702 - 1707)
- Francesco Acquaviva d'Aragona (8 giugno 1707 - 28 gennaio 1709 nominato cardinale presbitero di Santa Cecilia)
  - Titolo vacante (1709 - 1721)
- Álvaro Cienfuegos, S.J. (6 luglio 1721 - 19 agosto 1739 deceduto)
  - Titolo vacante (1739 - 1782)
- József Batthyány (19 aprile 1782 - 22 ottobre 1799 deceduto)
  - Titolo vacante (1799 - 1803)
- Pietro Francesco Galleffi (26 settembre 1803 - 29 maggio 1820 nominato cardinale vescovo di Albano)
  - Titolo vacante (1820 - 1824)
- Bonaventura Gazola, O.F.M. (24 maggio 1824 - 29 gennaio 1832 deceduto)
  - Titolo vacante (1832 - 1838)
- Engelbert Sterckx (17 settembre 1838 - 4 dicembre 1867 deceduto)
  - Titolo vacante (1867 - 1874)
- János Simor (15 giugno 1874 - 23 gennaio 1891 deceduto)
- Mario Mocenni (19 gennaio 1893 - 18 maggio 1894 nominato cardinale vescovo di Sabina)
- Egidio Mauri, O.P. (21 maggio 1894 - 2 dicembre 1895 nominato cardinale presbitero di Santa Maria sopra Minerva)
- Johann Evangelist Haller (25 giugno 1896 - 5 maggio 1900 deceduto)
- Bartolomeo Bacilieri (18 aprile 1901 - 14 febbraio 1923 deceduto)
- Enrico Gasparri (17 dicembre 1925 - 16 ottobre 1933 nominato cardinale vescovo di Velletri)
- Carlo Salotti (19 dicembre 1935 - 11 dicembre 1939 nominato cardinale vescovo di Palestrina)
  - Titolo vacante (1939 - 1946)
- Krikor Bedros XV Aghagianian (18 febbraio 1946 - 22 ottobre 1970 nominato cardinale vescovo di Albano)
  - Titolo vacante (1970 - 1973)
- Aníbal Muñoz Duque (5 marzo 1973 - 15 gennaio 1987 deceduto)
- Mario Revollo Bravo (28 giugno 1988 - 3 novembre 1995 deceduto)
  - Titolo vacante (1995 - 1998)
- Francis Eugene George, O.M.I. (21 febbraio 1998 - 17 aprile 2015 deceduto)
- Blase Joseph Cupich, dal 19 novembre 2016